# Lietuvos Taurė 1991-1992
La Lietuvos Taurė 1991-1992 è stata la 3ª edizione del torneo, iniziata il 20 agosto del 1991 e terminata il 24 giugno 1992. 
Il trofeo è stato vinto dal Lietuvos Makabi Vilnius, dopo aver battuto battuto in finale lo Žalgiris col punteggio di 1-0.

## Primo turno
Lo Žalgiris e il Lietuvos Makabi Vilnius accedono direttamente agli ottavi di finale.
| Squadra 1             | Risultato       | Squadra 2           |
| --------------------- | --------------- | ------------------- |
| Mastis Telsiai        | + – -           | Orionas Klaipėda    |
| Panerys Vilnius       | 5 – 1           | Banga Gargždai      |
| Sūduva                | 0 – 3           | Jovaras Mažeikiai   |
| Nevėžis               | 0 – 3           | Elektronas Tauragė  |
| Žalgiris-2            | 6 – 0           | Sveikata            |
| Universitetas Vilnius | - – +           | Banga Kaunas        |
| Makabi-2 Vilnius      | 2 – 3           | Inkaras Kaunas      |
| Minija Kretinga       | 0 – 4           | Ekranas             |
| Sirijus Klaipėda      | + – -           | Politechnika Kaunas |
| Sakalas Šiauliai      | + – -           | Vytis Kaunas        |
| Robotas Plungė        | 1 – 1 (7-8 dtr) | Granitas Klaipėda   |
| Tauras Šiauliai       | + – -           | Šviesa Vilnius      |
| Vienybė Ukmergė       | 0 – 1           | Snaigė Alytus       |
| Interas               | + – -           | Svalia Pasvalys     |

## Ottavi di finale
| Squadra 1        | Totale | Squadra 2               | Andata | Ritorno         |
| ---------------- | ------ | ----------------------- | ------ | --------------- |
| Panerys Vilnius  | 2 – 2  | Jovaras Mažeikiai       | 1 – 1  | 1 – 1 (0-3 dtr) |
| Mastis Telsiai   | 1 – 7  | Lietuvos Makabi Vilnius | 0 – 1  | 1 – 6           |
| Žalgiris-2       | 4 – 2  | Elektronas Tauragė      | 3 – 1  | 1 – 1           |
| Inkaras Kaunas   | 2 – 8  | Banga Kaunas            | 1 – 4  | 1 – 4           |
| Ekranas          | 2 – 1  | Sirijus Klaipėda        | 0 – 0  | 2 – 1           |
| Sakalas Šiauliai | 4 – 5  | Granitas Klaipėda       | 2 – 2  | 2 – 3           |
| Snaigė Alytus    | 0 – 4  | Tauras Šiauliai         | 0 – 1  | 0 – 3           |
| Interas          | 0 – 6  | Žalgiris                | 0 – 1  | 0 – 5           |

## Quarti di finale
| Squadra 1         | Totale      | Squadra 2               | Andata | Ritorno |
| ----------------- | ----------- | ----------------------- | ------ | ------- |
| Jovaras Mažeikiai | 1 – 4       | Lietuvos Makabi Vilnius | 0 – 2  | 1 – 2   |
| Ekranas           | 1 – 1 (gfc) | Granitas Klaipėda       | 0 – 0  | 1 – 1   |
| Tauras Šiauliai   | 0 – 8       | Žalgiris                | 0 – 2  | 0 – 6   |
| Banga Kaunas      | 3 – 1       | Žalgiris-2              | 2 – 0  | 1 – 1   |

## Semifinali
| Squadra 1               | Totale | Squadra 2    | Andata | Ritorno         |
| ----------------------- | ------ | ------------ | ------ | --------------- |
| Lietuvos Makabi Vilnius | 2 – 0  | Banga Kaunas | 1 – 0  | 1 – 0           |
| Ekranas                 | 0 – 0  | Žalgiris     | ann.   | 0 – 0 (3-5 dtr) |

## Finale
| Arbitro: | Dubinskas (Vilnius) |

|                     |           |  |
| Belousas 84’ (rig.) | Marcatori |  |